# Нор Василь Тимофійович
Нор Василь Тимофійович (нар. 20 грудня 1940, Мусіївка Хорольського району Полтавської області) — український вчений-процесуаліст, фахівець з кримінального процесу; професор кафедри кримінального процесу і криміналістики юридичного факультету Львівського національного університету імені Івана Франка, академік Національної академії правових наук України (з 2009), доктор юридичних наук (1989), професор (1990), заслужений професор Львівського університету (2003), почесний доктор Національного університету «Острозька академія» (2011). Заслужений юрист України (1998). Член Науково-консультативної ради Вищого спеціалізованого суду України з розгляду цивільних і кримінальних справ (від 30 вересня 2011 року).
Досліджує проблеми кримінально-процесуального права, судоустрою України.

## Життєпис
У 1967 році закінчив з відзнакою юридичний факультет Львівського університету і призначений народним суддею в Луцький районний суд Волинської області. Через два з половиною роки (у 1969 році) вступив до аспірантури у Львівському університеті по кафедрі цивільного права і процесу. Відтоді працював у цьому вузі викладачем, старшим викладачем.
У 1972 р. В. Т. Нор захистив дисертацію на здобуття наукового ступеня кандидата юридичних наук на тему «Майнова відповідальність за шкоду, завдану неправильними актами у сфері адміністративного управління» (спеціальність 12.00.03). Невдовзі був призначений на посаду доцента.
1989 р. захистив дисертацію доктора юридичних наук за темою «Правові і теоретичні основи захисту порушених злочином майнових прав у радянському кримінальному процесі» (спеціальність 12.00.09).
У 1976—1999 рік був завідувачем кафедри кримінального права і процесу, а упродовж 1999—2023 років очолював кафедру кримінального процесу і криміналістики юридичного факультету Львівського національного університету імені Івана Франка. Обирався деканом юридичного факультету у 1980—1990 та 1994—2002 рр. Працював консультантом Верховної Ради України та обіймав посаду члена Вищої ради юстиції України.
Автор понад 200 наукових праць.

## Нагороди
- Орден «За заслуги» I ст. (28 червня 2021) — за значний особистий внесок у державне будівництво, зміцнення національної безпеки, соціально-економічний, науково-технічний, культурно-освітній розвиток Української держави, вагомі трудові досягнення, багаторічну сумлінну працю та з нагоди 25-ї річниці прийняття Конституції України[3]
- Орден «За заслуги» II ст. (8 жовтня 2016) — за значний особистий внесок у розбудову правової держави, забезпечення захисту конституційних прав і свобод громадян, багаторічну сумлінну працю та високий професіоналізм[4]
- Орден «За заслуги» III ст. (29 березня 2003) — за значний особистий внесок у реалізацію державної правової політики, зміцнення законності і правопорядку, високий професіоналізм[5]
- Заслужений юрист України (8 жовтня 1998) — за значний особистий внесок у формування економічних засад суспільства, високий професіоналізм[6]
- Почесна Грамота Кабінету Міністрів України (13 грудня 2000) — за особистий внесок у розвиток освіти і науки, багаторічну сумлінну працю[7]

## Основні праці
- Михеєнко М. М., Нор В. Т., Шибіко В. П. Кримінальний процес України: Підручник. — 2-ге видання. — К.: Либідь, 1999. — 536 с. (у співавторстві).
- Захист прав потерпілих від злочину в англо-американській правовій системі та кримінальному судочинстві України. — К., 2009. (у співавторстві).
- Використання криміналістичних знань у судовому розгляді кримінальних справ. — К., 2010. (у співавторстві).
- Кримінальний процесуальний кодекс України: Науково-практичний коментар / За заг. ред. професорів В. Г. Гончаренка, В. Т. Нора, М. Є. Шумила. — К.: Видавництво «Юстиніан», 2012. — 1224 с. (у співавторстві).
- Кримінальний процес України = Criminal Procedure of Ukraine: Академічний курс: у 3 т. Т. 1: Загальна частина / [В. Т. Нор, Н. Р. Бобечко, М. В. Багрій та ін.] ; за ред. акад. НАПрН України, д-ра юрид. наук, проф. В. Т. Нора, д-ра юрид. наук, проф. Н. Р. Бобечка. — Львів: ЛНУ ім. Івана Франка, 2021. 912 с. (у співавторстві).